# Mickey Newbury
Milton Sims Newbury Jr., detto Mickey (Houston, 19 maggio 1940 – Springfield, 29 settembre 2002), è stato un cantautore statunitense.
Nel corso della sua carriera ha scritto brani interpretati da artisti come Johnny Cash, Nick Cave, Roy Orbison, Bill Monroe, Johnny Rodriguez, Hank Snow, Ray Charles, Tony Rice, Jerry Lee Lewis, Tammy Wynette, Ray Price, Don Gibson, Brenda Lee, Charlie Rich, Lynn Anderson, David Allan Coe, Joan Baez, Tom Jones, Willie Nelson, Waylon Jennings, John Denver, Kenny Rogers, B.B. King, Linda Ronstadt, Olivia Newton-John e Bill Callahan.

## Discografia parziale
- 1968 - Harlequin Melodies
- 1969 - Looks Like Rain
- 1971 - Frisco Mabel Joy
- 1972 - Sing His Own
- 1973 - Heaven Help the Child
- 1973 - Live at Montezuma Hall
- 1974 - I Came to Hear the Music
- 1975 - Lovers
- 1977 - Rusty Tracks
- 1979 - The Sailor
- 1981 - After All These Years
- 1988 - In a New Age
- 2002 - A Long Road Home